# Caffeine
Caffeine è un film del 2006 diretto da John Cosgrove.

## Trama
Durante una pausa pranzo in un'insolita caffetteria di Londra, le relazioni dell'eccentrico personale e della clientela vengono improvvisamente capovolte dalle rivelazioni di segreti estremamente imbarazzanti, che di solito hanno a che fare con i loro scatenati appetiti sessuali.